# Il naso (opera)

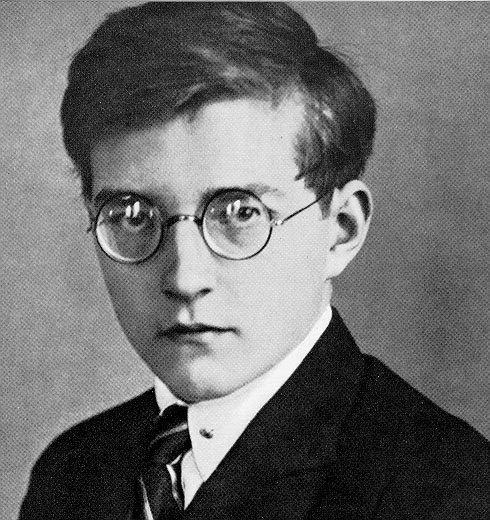
Il compositore nel 1925

Il Naso, Op. 15, (in russo Нос?), è la prima opera di Dmitrij Dmitrievič Šostakovič, una composizione satirica completata nel 1928 basata sull'omonima storia di Nikolaj Vasil'evič Gogol' (1836).

## Stile e struttura
L'opera è stata scritta tra il 1927 e il 1928. Il libretto è di Šostakovič, Yevgeny Zamyatin, Georgij Ionin e Aleksandr Germanovič Prejs. Šostakovič dichiarò che era una satira dei tempi di Alessandro I. La trama riguarda un funzionario di San Pietroburgo il cui naso lascia il viso e sviluppa una vita propria.
L'opera originale di Gogol fu ampliata prendendo in prestito da alcune delle sue altre opere, tra cui Il cappotto, Il matrimonio, Le memorie di un pazzo, Le anime morte e I fratelli Karamazov (1881) di Dostoevskij. Ciò si verifica nell'atto 2, scena 6, in cui Kovalyov torna a casa e trova Ivan che canta. La canzone è l'adattamento di Šostakovič delle parole della parte 2, libro 5, capitolo 2 dei Karamazov, dove il lacchè, Smerdiakov, canta alla sua vicina Mariia Kondratevna.
Šostakovič utilizza un montaggio in stili diversi, tra cui folk music, canzone popolare e atonalità. L'apparente caos viene organizzato da espedienti musicali formali come canoni e quartetti, una tecnica tratta dal Wozzeck di Alban Berg.
Secondo il compositore britannico Gerard McBurney che scriveva per Boosey & Hawkes, "Il Naso è uno dei più grandi capolavori del giovane Šostakovič, un elettrizzante tour de force di acrobazie vocali, colori strumentali selvaggi e assurdità teatrali, il tutto accompagnato da una miscela accecante di risate e rabbia... Il risultato, nelle mani spietatamente irriverenti di Šostakovič, è come una versione operistica di Charlie Chaplin o Monty Python...; nonostante il soggetto magnificamente assurdo e la musica virtuosistica, Il Naso è un lavoro molto pratico e offre una serata estremamente divertente a teatro".

## Storia dell'esecuzione
Nel giugno del 1929 Il Naso fu eseguito in concerto, contro la volontà di Šostakovič: "Il Naso perde ogni significato se viene visto solo come una composizione musicale. Perché la musica scaturisce solo dall'azione... È chiaro per me che un'esecuzione in forma di concerto de Il Naso lo distruggerà". In effetti l'esecuzione in concerto suscitò stupore e fu ferocemente attaccata dall'Associazione Russa dei Musicisti Proletari (ARMP).
Il piano originale era quello di montare una produzione teatrale al Teatro Bol'šoj sotto la direzione di Vsevolod Mejerchol'd, ma i piani fallirono perché Mejerchol'd era troppo impegnato con altre produzioni. La prima teatrale, diretta da Samuíl Samosúd, ebbe luogo al Teatro di Leningrado il 18 gennaio 1930. Si aprì a recensioni generalmente mediocri e alla diffusa incomprensione tra i musicisti. Anche così, il direttore d'orchestra Nikolai Malko, che aveva insegnato a Šostakovič al Conservatorio di San Pietroburgo e diretto la prima della Sinfonia n. 1, considerò l'opera un "enorme successo"; infatti fu data per 16 spettacoli con due cast alternati per sei mesi.
L'opera non fu più rappresentata nell'Unione Sovietica fino al 1974, quando fu ripresa da Gennadij Roždestvenskij e Boris Pokrovskij. Intervistato per un documentario del 2008, Rozhdestvensky riferì di aver trovato una vecchia copia de Il Naso al Teatro Bol'šoj nel 1974, presumibilmente l'ultima copia in Unione Sovietica. Il compositore partecipò alle prove e alla première nel 1974.
L'opera ebbe la sua prima statunitense alla Santa Fe Opera nel 1965, diretta da Erich Kunzel e fu nuovamente rappresentata dalla compagnia di Santa Fe nel 1987, diretta da Edo de Waart. Fu eseguita nel luglio 2004 al SummerScape del Bard College ad Annandale-on-Hudson, New York, diretta da Francesca Zambello ed eseguita dalla American Symphony Orchestra diretta da Leon Botstein.

L'opera è stata messa in scena all'Opera di Boston all'inizio del 2009 e alla Metropolitan Opera di New York nel marzo 2010. Questa produzione è stata ripresa nel 2013 ed è stata trasmessa nei cinema di tutto il mondo come parte del programma Metropolitan Opera Live in HD il 26 ottobre.

Il Naso Live in HD, 2013
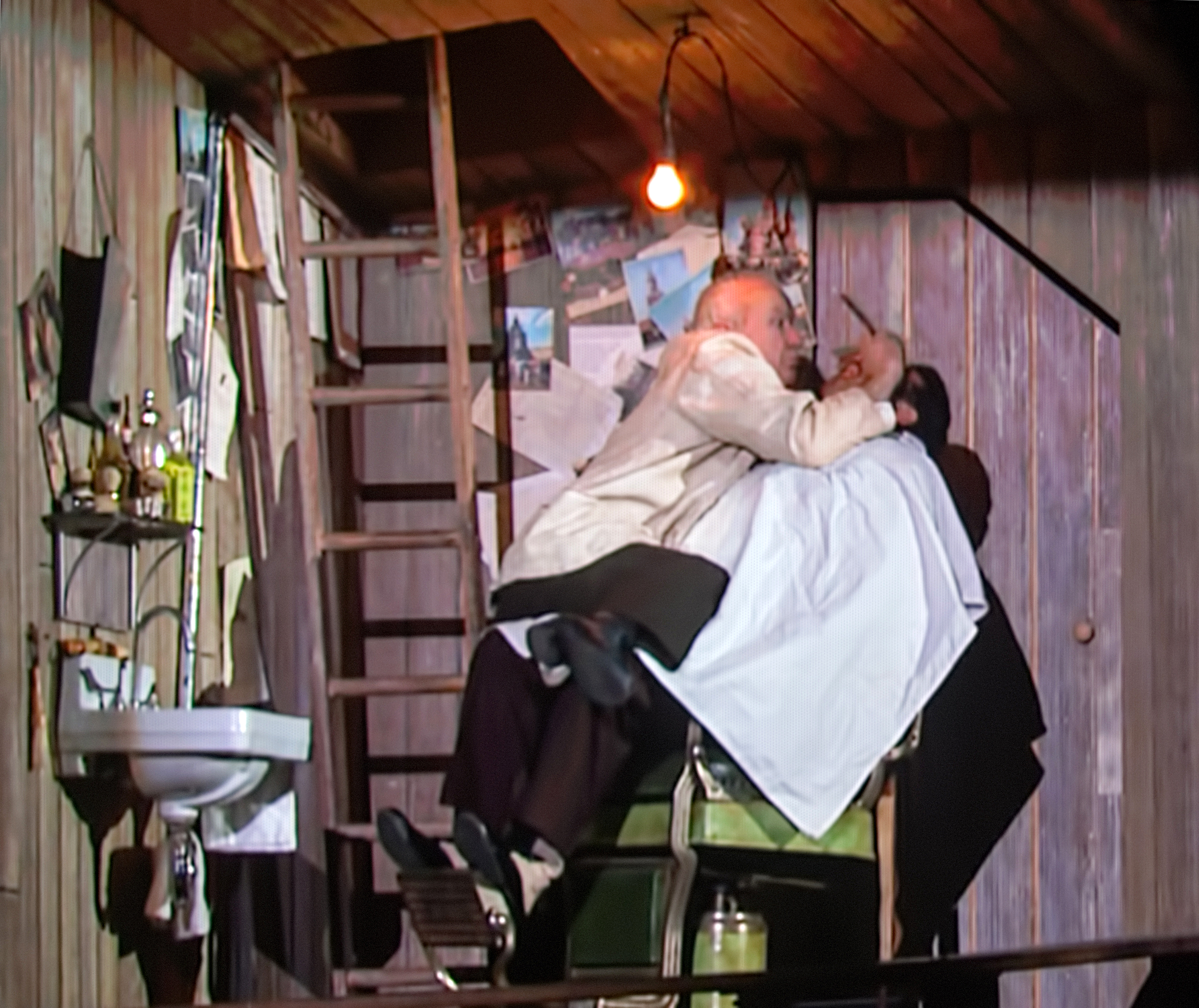
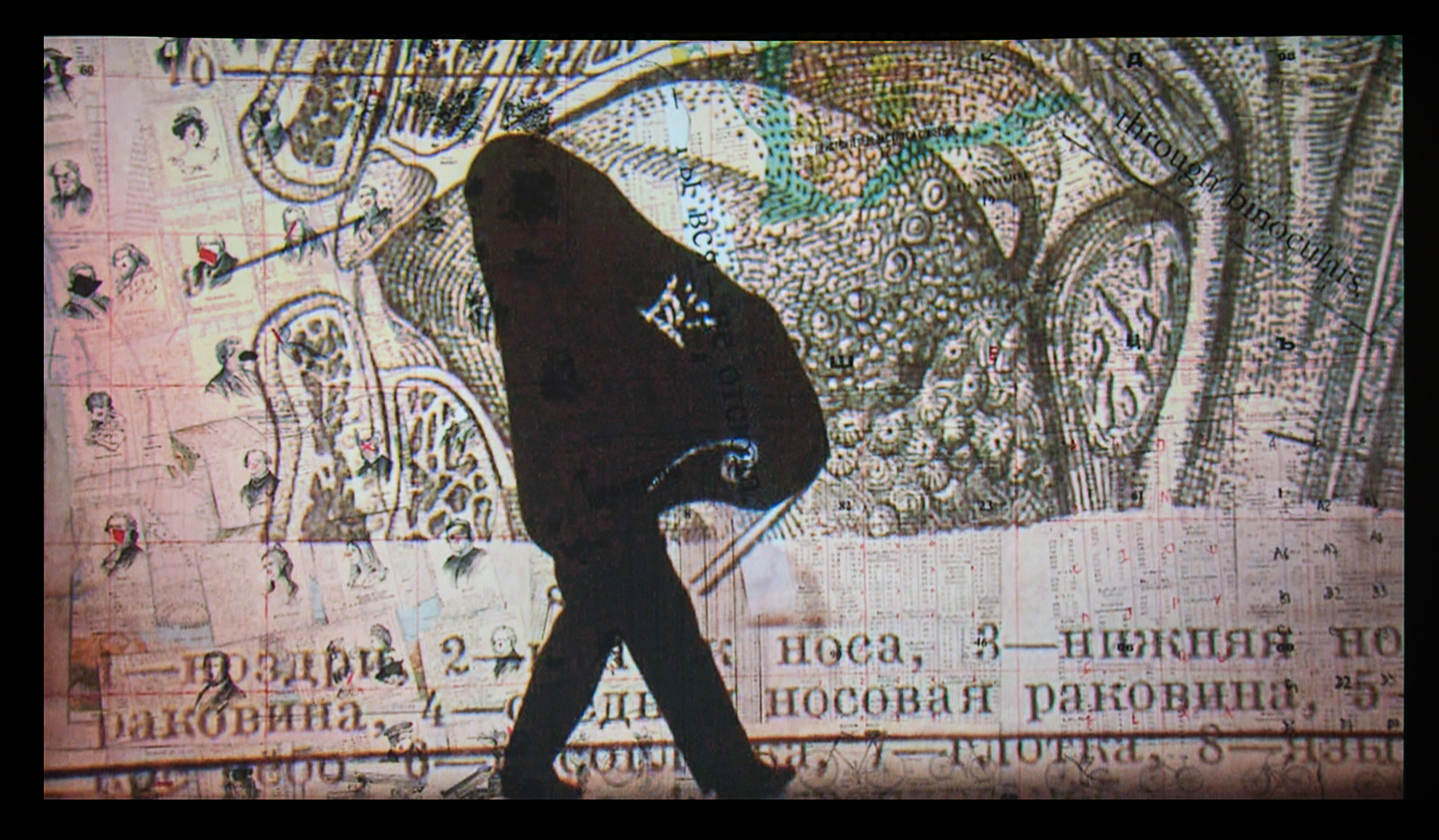
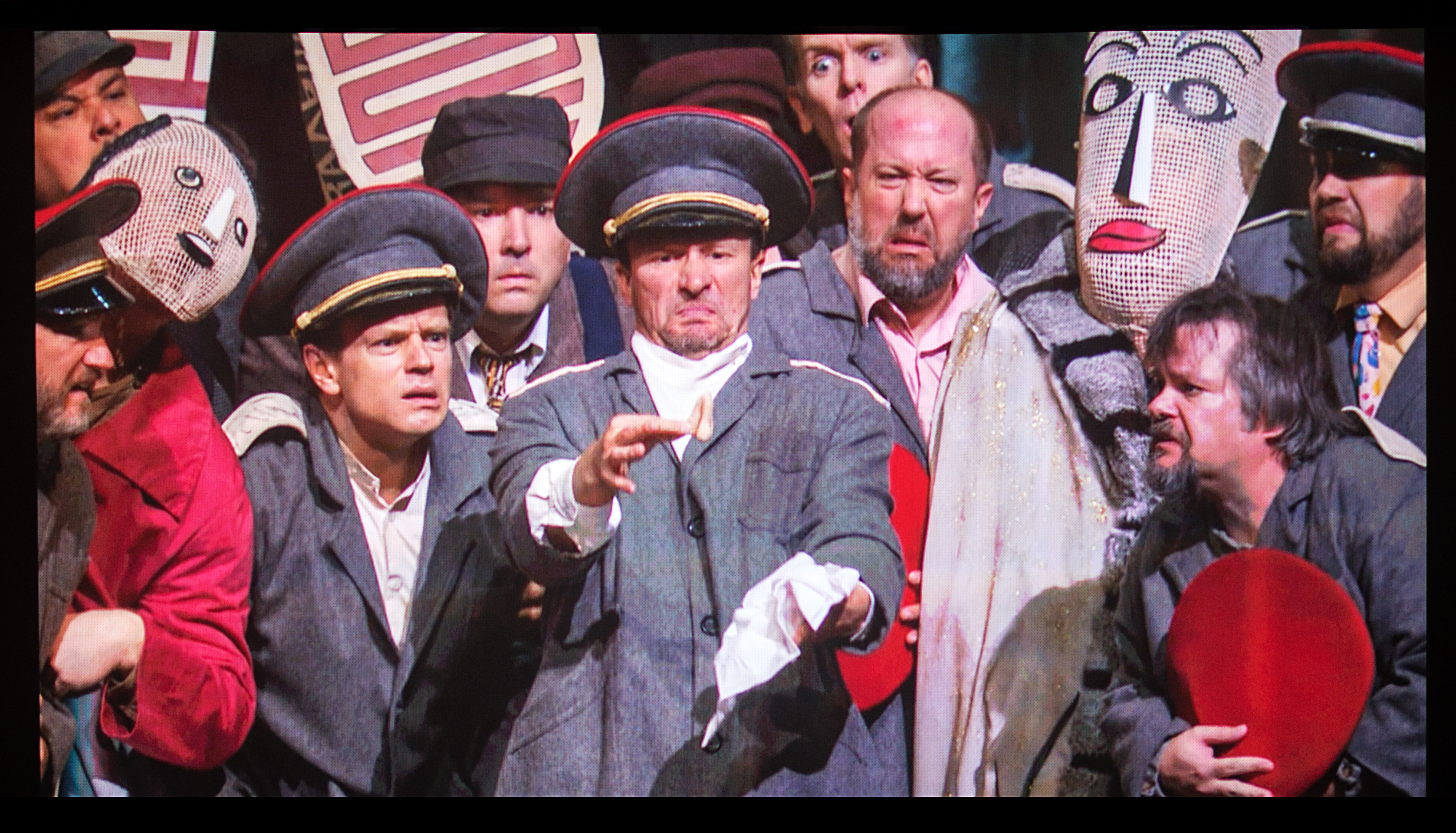
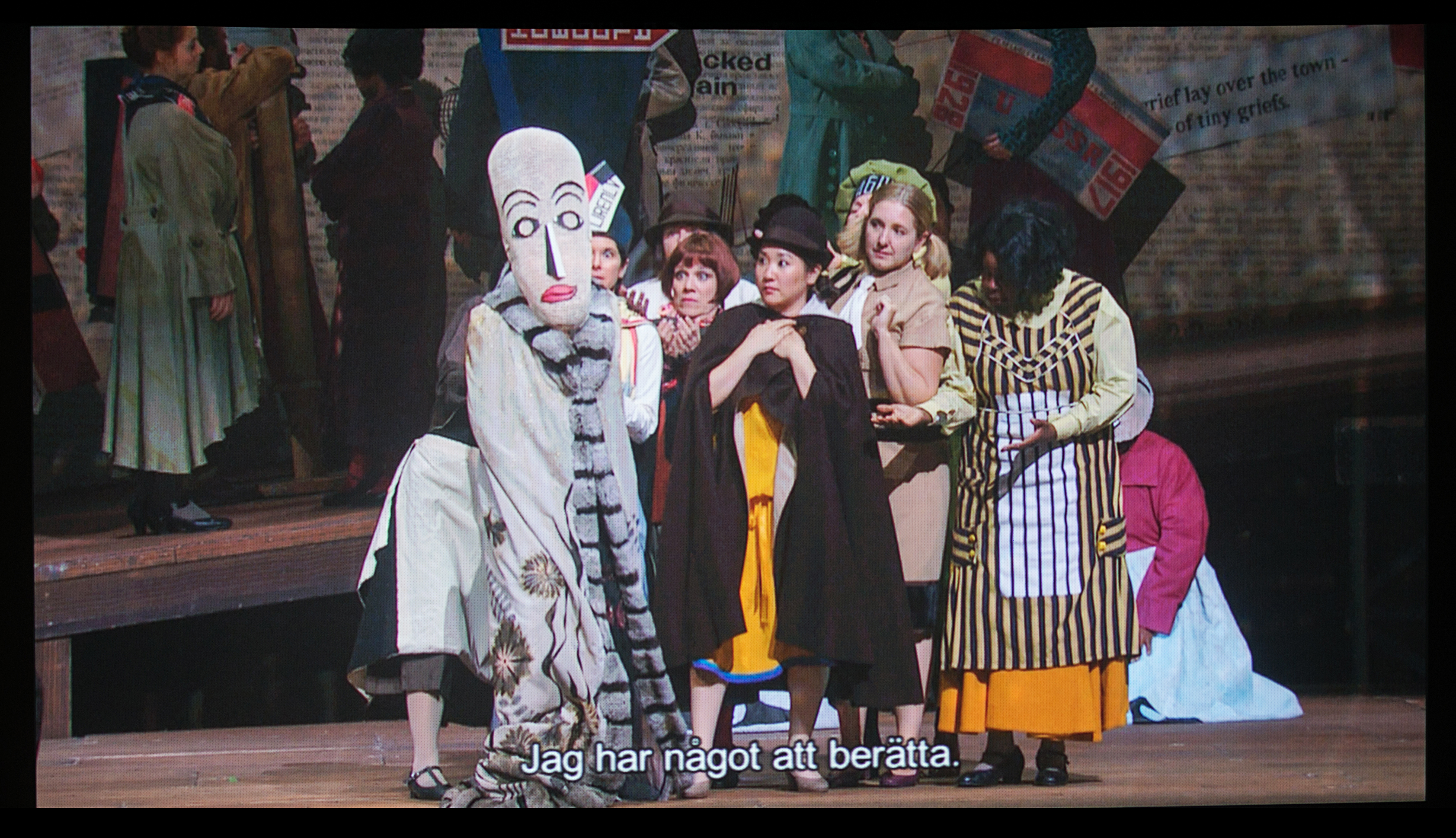
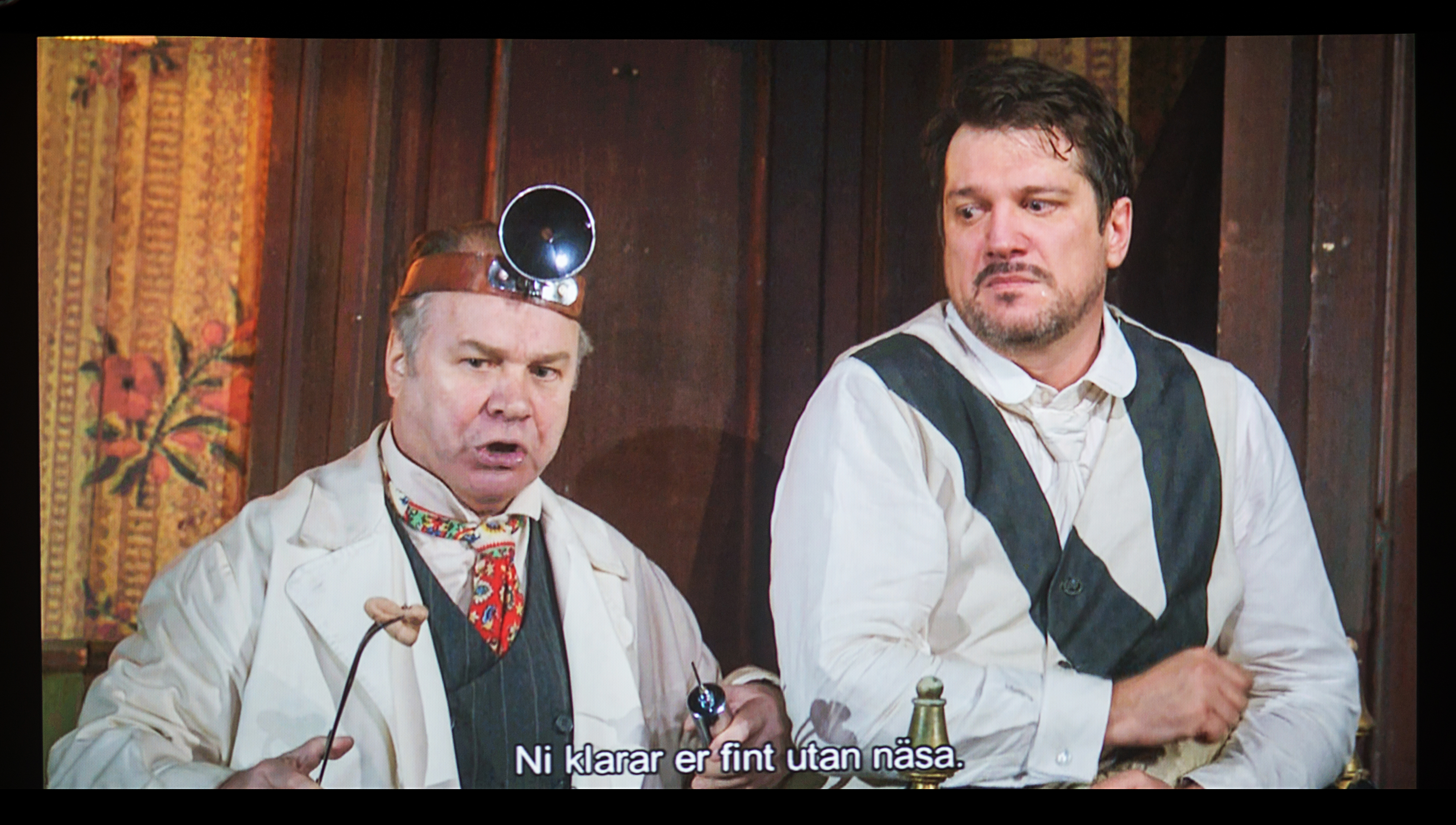
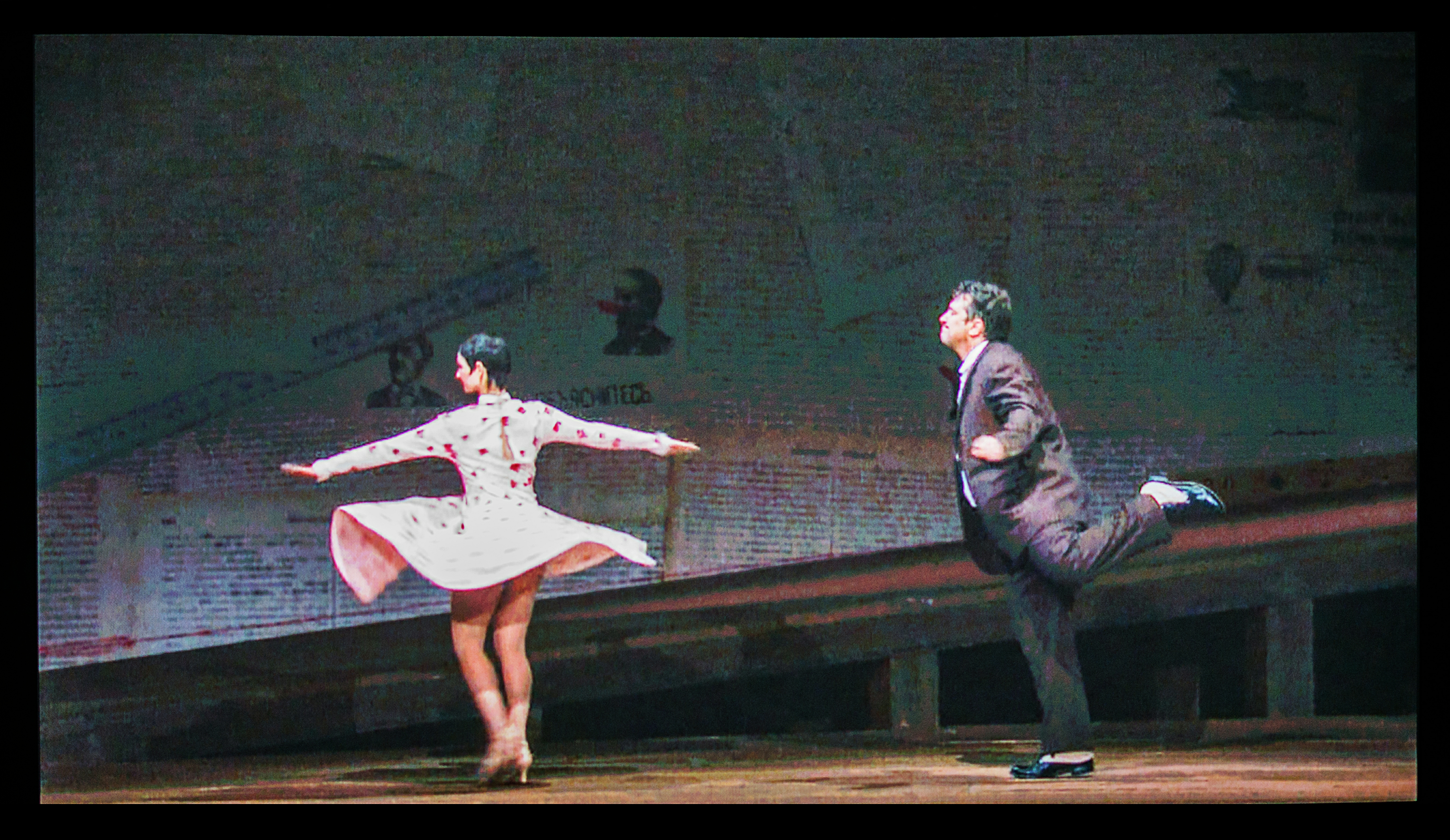

La produzione di Barrie Kosky di una nuova versione in lingua inglese di David Pountney per The Royal Opera, l'Opera Australia e la Komische Oper Berlin è stata presentata nel 2016 alla Royal Opera House di Londra, debutto di Kosky in quel teatro, e nel 2018 alla Sydney Opera House e a Berlino.

## Strumentazione
- Fiati: flauto (raddoppio ottavino, flauto contralto), oboe (raddoppio corno inglese), clarinetto si bemolle (raddoppia clarinetto piccolo, clarinetto la magg., clarinetto basso), fagotto (raddoppio controfagotto)
- Ottoni: corno, tromba (raddoppio cornetta), trombone
- Percussioni: triangolo, tamburello, nacchere, tom-tom, raganella, piatto sospeso, piatti crash, grancassa, rullante, tam-tam, glockenspiel, campane tubolari, xilofono, flexatone (sega musicale)
- Tastiere: pianoforte
- Strumenti ad arco: Violini I, Violini II, Viole, Violoncelli, Contrabbassi, due arpe, piccoli domra, domra contralto, due balalaiche

## Ruoli
Il cast richiede 82 parti cantate/parlate, di solito cantate da circa 14 artisti.
| Personaggio | Ruolo                              | Registro vocale    |
| --- | ---------------------------------- | ------------------ |
| Platon Kuzmich Kovalyov                                                                                           | Assessore Collegiale               | baritono           |
| Ivan Yakovlevich                                                                                                  | un barbiere                        | basso-baritono     |
| Ispettore di polizia                                                                                              |                                    | tenore molto acuto |
| Ivan | cameriere di Kovalyov              | tenore             |
| Il Naso |                                    | tenore             |
| Pelagia Grigorievna Podtochina                                                                                    | vedova di un ufficiale di servizio | mezzosoprano       |
| Sua figlia |                                    | soprano            |
| La vecchia contessa                                                                                               |                                    | contralto          |
| Praskovya Ossipovna                                                                                               | moglie di Ivan Yakovlevich         | soprano            |
| Un venditore di pane                                                                                              |                                    | soprano            |
| Un impiegato in un ufficio di giornale                                                                            |                                    | basso-baritono     |
| Iaryzhkin | un amico di Kovalyov               | tenore             |
| Otto pedoni, dieci poliziotti, nove signori, quattro eunuchi, passanti, persone alla stazione degli autobus, ecc. |                                    |                    |

## Trama
Opera in 3 atti e 10 scene, senza intervallo.

### Atto 1

#### Prologo
San Pietroburgo. Kovalyov, un Assessore Collegiale viene rasato da Ivan Yakovlevich (un barbiere). È uno dei clienti abituali di Yakovlevich.
La mattina dopo, Yakovlevich trova un naso nel suo pane. Sua moglie, credendo che lui abbia tagliato il naso di uno dei suoi clienti, gli chiede di farlo sparire. Cerca di buttarlo per strada, ma gli viene impedito dall'incontro di persone che conosce, quindi lo getta nel fiume Neva, ma viene visto da un ufficiale di polizia e portato via per essere interrogato. Nel frattempo, Kovalyov si sveglia e scopre che gli manca il naso. La sua prima reazione è l'incredulità, poi lo shock, poi si mette alla ricerca. Più tardi vede il suo naso che prega nella Cattedrale di Kazan, ora delle dimensioni di un essere umano. Dal momento che il naso ha acquisito un grado superiore al suo (Consigliere di Stato), si rifiuta di avere rapporti con lui e se ne va.

### Atto 2
Nella sua ricerca Kovalyov si trova nell'appartamento del Capo della Polizia, ma lui non è in casa. Visita poi gli uffici del giornale per pubblicare un annuncio sulla perdita del naso, ma loro si stanno occupando di un cane scomparso. Dopo aver spiegato la sua perdita, la sua richiesta viene rifiutata sulla base della reputazione del giornale. Dopo aver dimostrato la sua perdita, l'impiegato suggerisce di raccontare la sua storia. Kovalyov si sente insultato e se ne va.
Ritorna nel suo appartamento, dove il suo servo suona la balalaica, lo congeda e sguazza nell'autocommiserazione.

### Atto 3
La polizia riprende la ricerca. Un gruppo di poliziotti è appostato in una stazione ferroviaria, dove un ispettore li ha radunati per evitare che il naso fugga in treno. Il naso entra e cerca di fermare il treno e ne consegue un inseguimento generale, con conseguente cattura. Il naso viene riportato alla sua dimensione normale, avvolto e restituito a Kovalyov dall'ispettore, ma Kovalyov non riesce a riattaccarlo. Non riesce nemmeno un dottore. Sospetta quindi di essere stato messo sotto un incantesimo da una donna chiamata Madame Podtochina, perché non avrebbe voluto sposare sua figlia. Le Scrive per chiederle di annullare l'incantesimo, ma lei interpreta male la lettera come sia una proposta diretta a sua figlia. Lo convince di essere innocente. In città, le folle alimentate dalle voci si radunano in cerca del naso fino a quando la polizia non ristabilisce l'ordine.

#### Epilogo
Kovalyov si sveglia con il naso riattaccato e balla una polka per la gioia. Yakovlevich è stato rilasciato dal carcere e arriva per raderlo. In seguito Kovalyov vaga lungo la Prospettiva Nevskij  salutando i conoscenti, mentre le persone discutono della sua storia.

## Incisioni
- 1964 Bruno Bartoletti, Fonit Cetra – dal vivo a Firenze, in Italiano, con Formichini, Capecchi e Tajo (Ivan il servo, tenore; Kovalyov, baritono e Yakovlevich, basso
- 1975 Gennady Rozhdestvensky, Melodiya – incisione in studio fatta a Mosca e supervisionata dal compositore, con Druzhinin, Akimov e Belykh nei ruoli principali.
- 2001 Armin Jordan, Cascavelle – dal vivo a Losanna, in Francia, con Matiakh, Schroeder e Matorin
- 2008 Valery Gergiev, Etichetta Mariinsky – incisione in fatta a San Pietroburgo con Skorokhodov, Sulimsky e Tanovitski nei ruoli principali e con i libretti completi in russo e inglese.
- 2010 Gergiev, Sirius radio stream – dal vivo a New York il 5 marzo, con Skorokhodov, Szot e Ognovenko

### Su video
- 1979, movie directed by Bogatirenko; Boris Druzhinin, tenor (Ivan, Kovalyov’s servant), Eduard Akimov (baritone, Kovalyov), Valery Belykh (bass, Yakovlevich); supporting roles: Nina Sasulova, soprano (Praskovya), Boris Tarkhov, high tenor (Policeman), Ashot Sarkisov, bass (Doctor); Chorus and Orchestra of the Moscow Chamber Opera Theatre, Gennady Rozhdestvensky
- 1991, laser disc video (Toshiba EMI TOWL 3747-8) of a performance at the Moscow Chamber Opera Theatre, released four years later (in 1995) but never on DVD; Boris Druzhinin, Eduard Akimov and Alexei Mochalov in the main roles; Chorus and Orchestra of the Moscow Chamber Opera Theatre, Vladimir Agronsky
- 2013, video-stream of Metropolitan Opera production by William Kentridge; Paulo Szot (baritone, Kovalyov); supporting roles: Andrey Popov (Police Chief), Alexander Lewis (Angry Man in the Cathedral);[a 2] Pavel Smelkov conducting.[12]
- 2016, video-stream of Royal Opera House production by Barrie Kosky; Wolfgang Ablinger-Sperrhacke, tenor (Ivan, Kovalyov's servant);  Martin Winkler (baritono, Kovalyov), John Tomlinson (bass, Yakovlevich); supporting roles: Rosie Aldridge (Praskovya), Alexander Kravets (Policeman), Alexander Lewis (Angry Man in the Cathedral);[a 2] Chorus and Orchestra of the Royal Opera House, Ingo Metzmacher conducting

### Osservazioni
1. ↑  Il titolo in russo (Нос, Nos) è il rovescio della parola russa per "sogno" (Сон Son).
2. 1 2  Cantando le righe assegnate nel libretto al Naso; il Naso stesso era un ruolo silenzioso ballato da Ilan Galkoff.